# Diego Maurício
Diego Maurício Machado de Brito beter bekend als Diego Maurício (Rio de Janeiro, 25 juni 1991) is een Braziliaans voetballer die sinds juli 2016 uitkomt voor Shijiazhuang Ever Bright.

## Carrière
In 2010 werd Maurício door zijn voormalig jeugdcoach Rogério Lourenço naar het eerste elftal gehaald. Op 23 mei maakte hij zijn debuut in de met 3-1 gewonnen wedstrijd tegen Grêmio Prudente Futebol in het Maracanã stadion. Zijn eerste doelpunt maakte Maurício op 21 juli 2010 tegen Avaí FC.

## Statistieken
| Seizoen         | Club                     | Land              | Competitie      | Competitie | Competitie | Beker | Beker | Internationaal | Internationaal | Overig | Overig | Totaal | Totaal |
| Seizoen         | Club                     | Land              | Competitie      | Wed.       | Dlp.       | Wed.  | Dlp.  | Wed.           | Dlp.           | Wed.   | Dlp.   | Wed.   | Dlp.   |
| --------------- | ------------------------ | ----------------- | --------------- | ---------- | ---------- | ----- | ----- | -------------- | -------------- | ------ | ------ | ------ | ------ |
| 2010            | CR Flamengo              | Vlag van Brazilië | Série A         | 29         | 5          | 0     | 0     | 0              | 0              | 0      | 0      | 29     | 5      |
| 2011            | CR Flamengo              | Vlag van Brazilië | Série A         | 0          | 0          | 0     | 0     | 0              | 0              | 0      | 0      | 0      | 0      |
| 2016            | Shijiazhuang Ever Bright | Vlag van China    | Super League    | 22         | 3          | 0     | 0     | 0              | 0              | 1      | 0      | 24     | 3      |
| Carrière totaal | Carrière totaal          | Carrière totaal   | Carrière totaal | 52         | 8          | 0     | 0     | 0              | 0              | 1      | 0      | 52     | 8      |

Bijgewerkt tot 21 oktober 2016.